# Triatlo nos Jogos Sul-Americanos de Praia de 2009
O Triatlo nos Jogos Sul-Americanos de Praia de 2009 contou com dois eventos, ambos aconteceram no dia 5 de Dezembro, no cronograma de disputa dos jogos. A competição feminina  teve largada às 10:00 e o evento masculino ao meio dia, horário local do Uruguai (UTC-3).
Três baterias foram disputadas em cada disciplina, a classificação final saiu na contagem total do tempo das três.
Cada bateria consiste em 400m de natação, 4km de pedalada e e 1.200 metros de corrida.

## Quadro de Medalhas
| Ordem | País      |   |   |   | Total |
| 1     | Argentina | 1 |   | 1 | 2     |
| 2     | Equador   | 1 |   |   | 1     |
| 3     | Brasil    |   | 1 | 1 | 2     |
| 4     | Colômbia  |   | 1 |   | 1     |
| TOTAL | TOTAL     | 2 | 2 | 2 | 6     |

## Medalhistas
| Evento               | Ouro                   | Ouro  | Prata               | Prata | Bronze                | Bronze |
| -------------------- | ---------------------- | ----- | ------------------- | ----- | --------------------- | ------ |
| Individual masculino | Luciano Farias (ARG)   | 47:38 | Diogo Sclevin (BRA) | 47:53 | Rodrigo Noguera (ARG) | 48:01  |
| Individual feminino  | Karina Navarrete (ECU) | 55:32 | Maira Vargas (COL)  | 55:49 | Pamela Oliveira (BRA) | 56:02  |